# OA Krimmel
OA Krimmel (* 11. Oktober 1967 in Stuttgart; auch: Oliver A. Krimmel)
ist ein deutscher Konzeptkünstler, Buchautor und Art-Director.

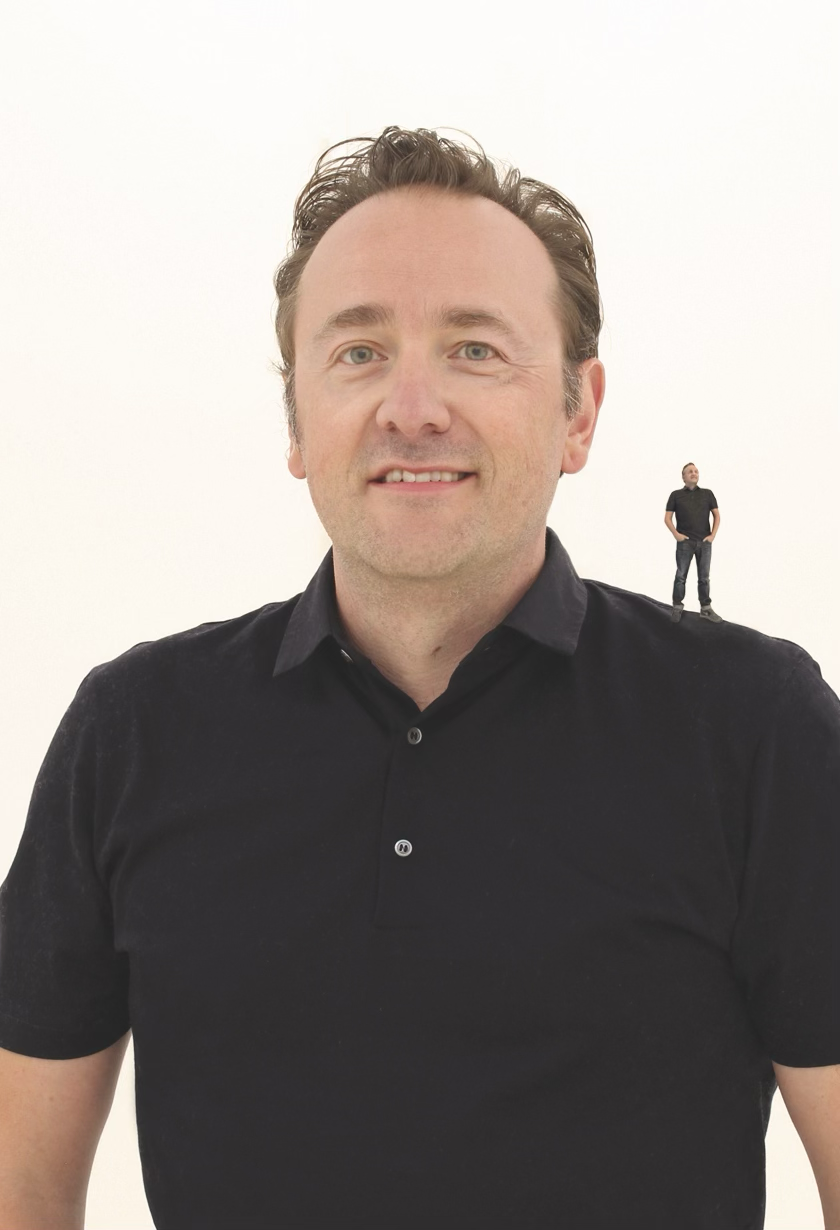
OA Krimmel mit seinem Mini 3D Avatar auf der Schulter

## Leben und Arbeit
Krimmel studierte an der Staatlichen Akademie der Bildenden Künste in Stuttgart, an der er als jahrgangsbester Absolvent mit dem Erwin-Heinle-Preis ausgezeichnet wurde. Schon während des Studiums hatte er, gemeinsam mit der Designerin Anja Osterwalder, die Designagentur i_d buero gegründet. Einer der ersten Kunden der Agentur war die HipHop-Band Die Fantastischen Vier, für die Krimmel auch deren allererstes Musikvideo Jetzt geht’s ab drehte. Es folgte die Gestaltung mehrerer Alben für die „Fantas“ und andere Bands. Die Agentur spezialisierte sich auf Gestaltung im kulturellen Sektor und erhielt zahlreiche internationale Awards für ihre Arbeiten.
Parallel realisierte Krimmel immer wieder künstlerische Solo-Projekte, beispielsweise mehrere Experimentalschriften für die von Designstar David Carson gegründeten „Garagefonts“ (1995) oder auch Teilnahmen an Gruppenausstellungen im Württembergischen Kunstverein. Für die traditionsreiche Debütantenausstellung war er mit seiner Schau „Einatmen/Ausatmen“ von der Staatlichen Akademie der Bildenden Künste Stuttgart ausgewählt worden. Es folgten Lehraufträge für  künstlerische Typografie und Photographie an der Merz-Akademie und der Hochschule der Medien (HdM). Krimmel führte Regie bei dem von der Filmförderung Baden-Württemberg unterstützten Kinofilmprojekt Das war Spitze (2001, mit Florian Fickel) und war Mitbegründer der zeitbasierten Urban-Art-Guerilla-Gallery „Hotel deVil“ (2008, mit Thilo Rothacker). Außerdem schuf er als Konzeptkünstler auch zahlreiche Namenskreationen wie bspw. für das Kunstpalais Erlangen (vormals Galerie der Stadt Erlangen) oder das Landesmuseum Württemberg; er gewann weiterhin den Namenswettbewerb für das seinerzeit größte in der BRD gebaute Passagierschiff Mein Schiff.
Ab 2010 arbeitete OA Krimmel verstärkt als Buchautor und Herausgeber. Sein besonderes Interesse galt herausragenden „Himmelsstürmern“. Es entstanden vielfach ausgezeichnete Buchobjekte über den großen deutschen Designer Kurt Weidemann, den Schauspieler Klaus Kinski, den Stuttgarter Fernsehturm, den Erfinder der Afri-Cola-Werbung Charles Paul Wilp sowie den deutschen Humoristen Vicco von Bülow alias Loriot. Parallel bekleidete er das Amt des Präsidenten im Verein der Freunde der Akademie Stuttgart e. V.
Ab 2020 entstanden ganz freie Buchprojekte, unter anderem eine Kriminalnovelle sowie das vom Ministerium für Wissenschaft, Forschung und Kunst Baden-Württemberg geförderte Künstlerbuch 2Gplus. Hierin unternahm Krimmel mittels 3D-gefertigtem Avatar während der Corona-Reiseverbote fotografische Ausflüge in poetische Phantasiewelten. Parallel entstanden für den Hörfunksender SWR1 zahlreiche Folgen der von OA Krimmel mitentwickelten Radiokolumne „Die SWR1 Wunderkammer“ über die Kunst des Sammelns. In diesem Format wurden von Krimmel gesammelte und kommentierte Kuriositäten vorgestellt. Ab 2024 konzentrierte sich Krimmel ausschließlich auf seine freie künstlerische Arbeit als Skulpteur und den Werkkomplex „Are You Ready For Xtinction“, bei dem er Künstliche Intelligenz integrierte. Er wurde zur renommierten 16. Triennale Fellbach eingeladen und erhielt dort den Ludwig-Gies-Preis für Kleinplastik der LETTER-Stiftung Köln. Parallel arbeitete er an vielfältigen Kunst-am-Bau-Projekten.
OA Krimmel lebt und arbeitet in Stuttgart und auf Elba.

## Auszeichnungen (Auswahl)
- 2008: European Design Award[2]
- 2009: Graphic Fine Arts Silber des Deutschen Designer Club[3],
- 2010: Wettbewerb TDC 56 des Type Directors Club New York[4]
- 2012: Haptik Award, Kategorie VI Kunst & Kultur[5]
- 2023: ICMA Award Gold für „Songspiration“[6]
- 2025: Ludwig-Gies-Preis für Kleinplastik[7]

## Werke
- Lach und Sachgeschichten. Selbstverlag, Stuttgart 1996.
- mit Wolfgang Seidl: Die Freischwimmer: einatmen - ausatmen. Institut für Buchgestaltung und Medienentwicklung, Stuttgart 1997, ISBN 978-3-931485-19-1.
- mit Petra Kiedaisch, Marc Feigenspan, Uli Cluss (Autoren/Herausgeber): „Sehr verehrte Damen, meine Herren“ (SVDMH) Es spricht: Kurt Weidemann. av edition, Stuttgart 2008, ISBN 978-3-89986-097-9.
- My Secret Garden // I am you and you are me and we are alltogether. Ed. Hotel de Vil, Stuttgart 2009, ISBN 978-3-938943-10-6.
- mit Peter Geyer: Klaus Kinski. Vermächtnis. Edel, Hamburg 2011, ISBN 978-3-8419-0100-2.
- mit Ingrid Wilp, Charles Wilp: »Space-Logbook« WXLP 8.0. Stuttgart 2012.
- Fernsehturm Stuttgart – Der erste der Welt. Belser, Stuttgart 2012, ISBN 978-3-7630-2618-0.
- mit Susanne von Bülow und Peter Geyer: Loriot. Gästebuch. Diogenes, Zürich 2013, ISBN 978-3-257-02122-6.
- mit Susanne von Bülow und Peter Geyer: Loriot. Spätlese. Diogenes, Zürich 2013, ISBN 978-3-257-02121-9.
- mit Susanne von Bülow und Peter Geyer: Loriot. Der ganz offene Brief. Hoffmann und Campe, Hamburg 2014, ISBN 978-3-455-40514-9.
- Citytour Stuttgart. Belser, Stuttgart 2015, ISBN 978-3-7630-2718-7.
- Das Stuttgarter Postkartenbuch. Belser, Stuttgart 2016, ISBN 978-3-7630-2734-7.
- Die Zweitbesetzung. Edition Henri Sarkopt, London 2020, ISBN 978-3-00-065549-4.
- 2Gplus. Edition Henri Sarkopt, Stuttgart 2022.
- Songspiration. 365 Gigs in your head. Seltmann Publishers, Berlin 2022, ISBN 978-3-949070-17-4.